# Sirník
Sirník (in ungherese Szürnyeg) è un comune della Slovacchia facente parte del distretto di Trebišov, nella regione di Košice.